# Арариил
Арариил (также называемый Азариил) — ангел, который, согласно толкованиям раввинами Талмуда, управляет водами и землёй. Рыбаки просят его сделать так, чтобы они могли бы поймать большую рыбу. Арариила также традиционно просили помочь с излечением от глупости.